# 王永昌 (1953年)
王永昌（1953年1月—），男，汉族，浙江金华人，中华人民共和国政治人物，曾任浙江省人大常委会副主任。